# Coppa del Mondo di combinata nordica 1990
La Coppa del Mondo di combinata nordica 1990, settima edizione della manifestazione organizzata dalla Federazione Internazionale Sci, ebbe inizio il 14 dicembre 1989 a Sankt Moritz, in Svizzera, e si concluse il 16 marzo 1990 a Oslo, in Norvegia.
Furono disputate 9 gare in altrettante località, tutte individuali Gundersen: 8 su trampolino normale, 1 su trampolino lungo.
L'austriaco Klaus Sulzenbacher si aggiudicò la coppa di cristallo, il trofeo assegnato al vincitore della classifica generale. Non vennero stilate classifiche di specialità; Trond-Arne Bredesen era il detentore uscente del trofeo.

## Risultati
| Data             | Località      | Nazione          | Trampolino           | Spec.       | Primo               | Secondo             | Terzo               |
| ---------------- | ------------- | ---------------- | -------------------- | ----------- | ------------------- | ------------------- | ------------------- |
| 16 dicembre 1989 | Sankt Moritz  | Svizzera         | Olympiaschanze K94   | IN NH/15 km | Hippolyt Kempf      | Allar Levandi       | Trond-Arne Bredesen |
| 6 gennaio 1990   | Reit im Winkl | Germania Ovest   | Franz Haslberger K90 | IN NH/15 km | Klaus Sulzenbacher  | Allar Levandi       | Trond Einar Elden   |
| 14 gennaio 1990  | Saalfelden    | Austria          | Bibergschanze K85    | IN NH/15 km | Klaus Sulzenbacher  | Fabrice Guy         | Allar Levandi       |
| 19 gennaio 1990  | Murau         | Austria          | Gumpold K85          | IN NH/15 km | Klaus Sulzenbacher  | Fred Børre Lundberg | Fabrice Guy         |
| 10 febbraio 1990 | Leningrado    | Unione Sovietica | Kavgolovo K88        | IN NH/15 km | Fred Børre Lundberg | Knut Tore Apeland   | Allar Levandi       |
| 17 febbraio 1990 | Štrbské Pleso | Cecoslovacchia   | MS 1970 K88          | IN NH/15 km | Klaus Sulzenbacher  | Allar Levandi       | Knut Tore Apeland   |
| 2 marzo 1990     | Lahti         | Finlandia        | Salpausselkä K90     | IN NH/15 km | Knut Tore Apeland   | Allar Levandi       | Klaus Sulzenbacher  |
| 9 marzo 1990     | Örnsköldsvik  | Svezia           | Paradiskullen K82    | IN NH/15 km | Klaus Sulzenbacher  | Fred Børre Lundberg | Allar Levandi       |
| 16 marzo 1990    | Oslo          | Norvegia         | Holmenkollen K105    | IN LH/15 km | Andrej Dundukov     | Thomas Abratis      | Trond Einar Elden   |

Legenda:

IN = individuale Gundersen

NH = trampolino normale

LH = trampolino lungo

## Classifiche

### Generale
| Pos. | Nome                | Nazione          | Punti |
| ---- | ------------------- | ---------------- | ----- |
| 1    | Klaus Sulzenbacher  | Austria          | 164   |
| 2    | Allar Levandi       | Unione Sovietica | 135   |
| 3    | Knut Tore Apeland   | Norvegia         | 99    |
| 4    | Fred Børre Lundberg | Norvegia         | 94    |
| 5    | Thomas Abratis      | Germania Est     | 84    |
| 6    | Fabrice Guy         | Francia          | 81    |
| 7    | Trond Einar Elden   | Norvegia         | 78    |
| 8    | Andrej Dundukov     | Unione Sovietica | 53    |
| 9    | Günther Csar        | Austria          | 49    |
| 10   | Hippolyt Kempf      | Svizzera         | 44    |
|      | Vasilij Savin       | Unione Sovietica | 44    |

### Nazioni
| Pos. | Nazione          | Punti |
| ---- | ---------------- | ----- |
| 1    | Norvegia         | 379   |
| 2    | Austria          | 305   |
| 3    | Unione Sovietica | 149   |
| 4    | Germania Est     | 129   |
| 5    | Francia          | 116   |